# 금경록
《금경록》(金鏡錄)은 고려 시대의 역사책이다. 충렬왕 때의 문신 정가신(鄭可臣, ?∼1298)이 처음 편찬한 이후 민지(閔漬), 이인복(李仁復), 이색(李穡) 등에 의해 증수가 이루어졌다. 천추금경록(千秋金鏡錄), 본조금경록(本朝金鏡錄)이라고도 불렸다.
조선 초기 《고려사》(高麗史) 편찬의 기본 자료 가운데 하나였으며, 현재는 전하지 않는다.

## 개요
과거의 역사를 현재와 미래 세대를 위한 감계(鑑戒) 즉 '거울'에 비유하는 것은 중국 고대 이래의 동아시아 전체에 널리 퍼진 역사관으로 이러한 의식을 반영하는 대표적인 역사책이 바로 북송 시대의 《자치통감》이다. 금경록(金鏡錄)이라는 책의 제목은 이미 중국 당 현종(唐玄宗) 때에 장구령이 현종의 천추절을 맞아 《천추금경록》(천추금감록이라고도 함) 10권을 지어 바쳤다고 전해지는 데에서, 해당 책의 제목에 영향을 주었을 가능성이 있다.
《금경록》이라는 책 제목이 처음 등장하는 것은 충선왕 복위년(1308년) 원에 하정사로 들어가는 평리(評理) 조련(趙璉)에게 충선왕이 왕명으로 《세대편년절요》(世代編年節要)와 《금경록》(金鏡錄)을 가지고 가서 바치게 하였다는 데에서 나온다. 《고려사》 정가신열전과 민지열전에는 정가신이 《금경록》(천추금경록)을 찬하였고 충렬왕이 이 《천추금경록》을 민지에게 명하여 증수하게 하였는데, 당시 나라에 변고가 많았던 까닭에 그것을 완성할 겨를이 없었다가 후에 권보와 함께 교열을 보고 찬술하여 《세대편년절요》(전7권)로 완성하였다고 한다. 정가신이 저술한 《금경록》(천추금경록)은 충렬왕의 정치에 대한 비판적 견해를 담고 있었던 것으로 추정되고 있다.
《금경록》의 증수 개찬에 대해 표면적 이유는 빠진 것을 보충하는 것으로 되어 있지만, 이노우에 히데오나 김상현은 고려가 원을 의식해서 혹은 원의 압력에 의해 원의 심기를 거스를 만한 내용을 보정 및 개편한 것으로 추측하였다. 당시 충렬왕 4년(1278년) 원의 중서성(中書省)은 국사원(國史院)의 요구에 따라 고려에 역대 고려 국왕들의 사적 및 중국 왕조에 조공한 기간, 사신의 명목, 국왕의 친조 연월 등을 구체적으로 기록하여 바치도록 고려에 요구했고 충렬왕은 재위 12년(1286년) 직사관(直史館) 오양우(吳良遇)에게 원에 바칠 《국사》(國史)의 편찬을 명하는가 하면 33년(1307년)에는 많은 사람들의 반대를 무릅써가며 역대 고려 왕실의 실록 185책을 원에 보내기까지 했다(이 선대실록 185책은 충선왕 4년(1312년)에 다시 고려로 송환되었다). 고종 및 원종의 실록도 원에서 보낸 시호에 맞춰 《충헌왕실록》과 《충경왕실록》으로 개찬되었는데, 이는 원의 간섭에 의한 것임을 짐작할 수 있다는 것이다. 반대로 《금경록》을 《세대편찬절요》로 개찬한 것은 원의 압력에 의한 것이라기보다는 고려 국내의 정치적 상황에 따른 산물이라고 보는 견해도 있다.
공민왕 20년(1371년)에 왕명으로 감춘추관사(監春秋館事) 이인복(李仁復)·지춘추관사(知春秋舘事) 이색(李穡) 등에게 명하여 《본조금경록》을 증수하게 하였는데, 이 《본조금경록》이 정도전이 《고려국사》를 저술하는데 직접적인 기본 자료로 쓰였다.
정총의 '고려국사서'에는 이색, 이인복이 증수한 《금경록》(본조금경록)은 태조에서 정왕(靖王)까지를 다루었으며 그 내용이 지나치게 소략하였다고 평하고 있다. 조선 후기 안정복은 《동사강목》에서 정가신과 민지의 《금경록》 편찬 및 증수에 대해 개인이 사적으로 지은 역사책이라고는 해도 왕이 그 책을 증수할 것을 명한 것은 후세에 본받을 만한 일이라고 호평하였으며, 그 책들이 전해지지 않게 된 것은 우리나라가 문헌을 숭상하지 않은 소치라 탄식을 금할 수 없다고 평하였다.

## 이제현의 해동금경록
조선 중기 이수광(李睟光)의 《지봉유설》(芝峰類說) 및 김노응(金魯應)의 《익재선생연보》(益齋先生年譜)에 따르면 고려 후기의 문신인 이제현(李齊賢)도 《금경록》(해동금경록)을 지었다고 적고 있다.
이에 대해 이마니시 류(今西龍)는 이인복과 이색 등이 증수한 것을 착각하였다고 부정하였고, 한국의 사학자 변태섭(邊太燮)도 이수광의 지적에 대해 정말 이제현의 저술인지 아니면 이제현이 지었다는 사략(史略)을 가리킨 것인지, 이마니시의 지적처럼 《본조금경록》을 착각한 것인지 확실하지 않다고 하는 등 이제현의 저술 해동금경록의 존재에 대해 회의적인 모습을 보이고 있다.
한편 《국사관논총》(國史館論叢) 제55집 '高麗後期 性理學 受容에 關한 硏究' Ⅳ. 性理學의 受容 2. 李齊賢의 歷史認識(이원명 집필) 및 같은 책 제71집 高麗時代의 書籍刊行 〈附錄〉高麗의 逸書目錄(허흥식 집필)에서는 이제현의 저술로 《금경록》을 언급한다.